# A párizsi nő (film)
A párizsi nő (eredeti cím: A Woman of Paris) 1923-ban bemutatott amerikai fekete-fehér némafilm Charlie Chaplin rendezésében.

## Cselekmény
Egy fiatal vidéki nő Párizsban viszonyt kezd egy gazdag és léha úrral, jóllehet még mindig szereti vőlegényét, a szegény festőt. Amikor a fiú megöli magát, a lány visszatér a szülőföldjére, és ezután a jótékonyságnak él.

## Szereplők
- Edna Purviance – Marie St. Clair
- Clarence Geldart – Marie apja
- Carl Miller – Jean Millet
- Lydia Knott –  Jean anyja
- Charles K. French – Jean apja
- Adolphe Menjou – Pierre Revel
- Betty Morrissey – Fifi
- Malvina Polo – Paulette
- Henry Bergman – Főpincér
- Charlie Chaplin – Portás